# DuO
『DuO』（デュオ）は、音楽デュオclassの2枚目のミニ・アルバム。1993年11月15日にアポロン音楽工業から発売された。

## 概要
ファースト・アルバム『Mellow Prism』から約4か月という短いインターバルでリリースされたセカンド・アルバム。シングル「もう君を離さない」のアルバム・バージョンと、カップリング曲「サヨナラ」を収録。8曲中2曲は自作曲となっている。

## 収録曲
| 全作詞: class（特記以外）。 |                                    |                   |           |          |      |
| #                           | タイトル                           | 作詞              | 作曲      | 編曲     | 時間 |
| 1.                          | 「White Winter」(作詞: 松本一起)   | class（特記以外） | 佐藤健    | 瀬尾一三 | 5:18 |
| 2.                          | 「もうひとつの未来」               | class（特記以外） | 長岡成貢  | 十川知司 | 4:48 |
| 3.                          | 「最後の雪が降る」(作詞: 池永康記) | class（特記以外） | 大内義昭  | 松本晃彦 | 5:35 |
| 4.                          | 「もう君を離さない」               | class（特記以外） | 柘植由秀  | 関根安里 | 4:37 |
| 5.                          | 「サヨナラ」                       | class（特記以外） | class     | 中村哲   | 5:02 |
| 6.                          | 「Day By Day」                     | class（特記以外） | 高田昌青  | 十川知司 | 4:25 |
| 7.                          | 「心のDistance」                   | class（特記以外） | 大内義昭  | 十川知司 | 4:56 |
| 8.                          | 「聖夜」                           | class（特記以外） | class     | 瀬尾一三 | 6:11 |
| 合計時間:                   | 合計時間:                          | 合計時間:         | 合計時間: | 40:52    |      |

### 楽曲解説
1. White Winter
2. もうひとつの未来
3. 最後の雪が降る
  - 後に作曲者の大内がセルフカバーしている（アルバム「FLASH BACK」収録）。
4. もう君を離さない (album version)
5. サヨナラ
「もう君を離さない」のカップリング曲。
6. Day By Day
7. 心のDistance
8. 聖夜